# Либерти (тауншип, округ Белтрами, Миннесота)
Либерти (англ. Liberty) — тауншип в округе Белтрами, Миннесота, США. На 2000 год его население составило 623 человека.

## География
По данным Бюро переписи населения США площадь тауншипа составляет 94,1 км², из которых 85,3 км² занимает суша, а 8,8 км² — вода (9,36 %).

## Демография
По данным переписи населения 2000 года здесь находились 623 человека, 232 домохозяйства и 181 семья.  Плотность населения —  7,3 чел./км².  На территории тауншипа расположено 279 построек со средней плотностью 3,3 построек на один квадратный километр. Расовый состав населения: 96,31 % белых, 2,09 % коренных американцев, 0,48 % азиатов, 0,16 % c Тихоокеанских островов и 0,96 % приходится на две или более других рас. Испанцы или латиноамериканцы любой расы составляли 0,48 % от популяции тауншипа.
Из 232 домохозяйств в 40,1 % воспитывались дети до 18 лет, в 63,8 % проживали супружеские пары, в 8,2 % проживали незамужние женщины и в 21,6 % домохозяйств проживали несемейные люди. 17,2 % домохозяйств состояли из одного человека, при том 6,0 % из — одиноких пожилых людей старше 65 лет. Средний размер домохозяйства — 2,69, а семьи — 3,04 человека.
28,7 % населения — младше 18 лет, 9,3 % — в возрасте от 18 до 24 лет, 32,6 % — от 25 до 44, 20,2 % — от 45 до 64, и 9,1 % — старше 65 лет. Средний возраст — 35 лет. На каждые 100 женщин приходилось 107,0 мужчин.  На каждые 100 женщин старше 18 приходилось 104,6 мужчин.
Средний годовой доход домохозяйства составлял 45 391 доллар, а средний годовой доход семьи —  44 722 доллара. Средний доход мужчин —  31 250  долларов, в то время как у женщин — 22 750. Доход на душу населения составил 18 482 доллара. За чертой бедности находились 3,2 % семей и 4,4 % всего населения тауншипа, из которых 5,1 % младше 18 и 3,9 % старше 65 лет.